# Acomys nesiotes
Acomys nesiotes (Голчаста миша кіпрська; Bate, 1903) — ендемічний вид мишей родини Мишеві (Muridae).

## Історія вивчення
Вперше вид був описаний Дороті Бейт в 1903 році на Кіпрі, на вершині Кернія біля селища Дікомо. Після останнього спостереження за тваринами в 1980 році їх довгий час не знаходили і вважали вимерлими, допоки в 2007 році було знайдено 4 особини цього виду.

## Поширення
Населяє острів Кіпр.

## Опис
Живе на посушливих безводних територіях. Веде нічний спосіб життя.